# Ajaguna
Ajaguna, a veces escrito y pronunicado erróneamente como Ayagunna, es el camino más joven, o avatar, del Obatalá sufrido en el panteón Lucumí (Santería). En esta manifestación, Obatalá es un joven que lucha con una cimitarra. Se le atribuye haber esparcido la pólvora por todo el mundo. Además, viajó a Asia, donde luchó contra sus enemigos y los derrotó, llevándose sus cabezas como prueba de su destrucción. Obatalá, normalmente pacífico y tranquilo, manifiesta fiereza y sed de paz a través de la dominación en este aspecto.
En el sistema Lucumí, Ajaguna puede llegar a ser el orisha gobernante. Su receptáculo contiene los elementos necesarios de Obatalá, así como otros adicionales que están designados solo para ese camino. Cuando uno recibe a Ochanla, ya debe estar en posesión de Ajaguna o recibirlo junto con ella. Aunque Obatalá come animales hembras debido a su dualidad y edad, después de recibir Ochanla, el adherente debe alimentar a los animales machos de Ajaguna y hembras de Ochanla. Ajaguna a menudo se visualiza de manera similar a Changó. Es miembro de la corte fun-fun (blanca) de Obatalá como un rey divino, como lo son todas sus otras manifestaciones. Cuando sus seguidores manifiestan sus energías durante las sesiones de trance religioso, Ajaguna se comporta con movimientos rápidos, fuertes y similares a los de una batalla. Por lo tanto, es el paladín entre los orishas. Sus hijos a menudo son confundidos con hijos de Changó.
Ajaguna viste todo de blanco con la excepción de una faja roja diagonal que divide su túnica. Los patakis o historias de la fe afirman que Olorun puso a Ajaguna a cargo de poner orden en la tierra ya que el hombre había sido dejado a su suerte. Al principio, Ajaguna le pidió a la gente que adaptara sus vidas a las leyes de Oloru, pero ignoraron sus pedidos. Después de un tiempo, Ajaguna se volvió cada vez menos paciente y finalmente dejó de hacer pedidos y tomó más medidas punitivas al ejecutar a aquellos que se negaban a obedecer. La noticia llegó a Oloru, y viajó a nuestro mundo desde Ara Onu para ver por sí mismo lo que Ajaguna había forjado. Cuando Ajaguna vio venir a Olorun, se pasó la cimitarra por el pecho para limpiar la sangre de la hoja. Olorun regañó a Ajaguna por causar tal confusión, pero Ajaguna entonces respondió en forma de abogado: «Padre, sin conflicto, no puede haber progreso». Olorun consideró sus palabras y estuvo de acuerdo.
Ajaguna también es conocida por ser la generadora de conflictos y guerras. Su nombre significa literalmente «perro de guerra».
Ajaguna dijo que el día que deje su espada, el mundo dejará de existir.
Ayagunna es una mala pronunciación en español del yoruba Ajaguna. En ciertos dialectos del español, la j suena parecida a una y.

## Arte
El arte relacionado con Ajaguna se encuentra en la colección The Sacred Art of the Black Atlantic de la Universidad Duke.